# 北備讃瀬戸大橋
北備讃瀬戸大橋（きたびさんせとおおはし）は、瀬戸大橋海峡部の南から2番目にある橋。

## 概要
香川県坂出市与島と三つ子島の間に架かる、全長1,611m、道路鉄道併用の吊橋である。南側の南備讃瀬戸大橋と2連の吊橋を構成し、橋桁下は備讃瀬戸北航路となっている。

## データ
- 橋梁形式：3径間連続補剛トラス吊橋
- 着工：1978年（昭和53年）
- 竣工：1988年（昭和63年）
- 全長：1,611m
- 中央支間：990m
- 橋脚の高さ
与島側：175m
三つ子島側：184m

## 隣接する橋梁
与島高架橋 - 北備讃瀬戸大橋 - 南備讃瀬戸大橋

## 関連事項
- 瀬戸中央自動車道
- 国道30号
- JR四国本四備讃線
- 与島
- 坂出市
- 塩飽諸島